# Netopir Kazimir
Netopir Kazimir je naslovni lik kratke sodobne pravljice, ki jo je napisala Svetlana Makarovič.
Pravljica Netopir Kazimir je nastala v obdobju sodobne mladinske književnosti, uvrščamo pa jo v književno zvrst epike  ali proze. Glavna tema napisanega književnega besedila je iskanje identitete.
Avtorica s pravljico Netopir Kazimir ne želi otrok vzgajati, poučevati ali jim podajati moralne nauke. Postavi se na stran otrok in z empatijo osvetljuje njihov način doživljanja sveta. Zbliževanje z otroštvom avtorica dosega tako, da v središče svojih sodobnih živalskih pravljic postavlja neomejeno otroško radovednost in neproblematično uporništvo.

### Vsebina
Pravljica se prične v mračni skalni votlini, kjer netopir Kazimir ravno drema obešen z glavo navzdol. Mladi Kazimir je po naravi zelo radoveden in nadvse rad zastavlja vprašanja, na katere celo odrasli netopirji ne poznajo odgovorov. Najbolj pa  Kazimira zanima, kam pravzaprav spadajo netopirji, ali so krilate miši ali mišji ptiči.
Ko odgovora ne dobi od ostalih netopirjev, se odloči, da bo o svojem problemu povprašal kar miši. Vendar se te niso spominjale, da bi kdaj prej v življenju bile netopirji ali imele krila, zato so zamišljenega netopirja napotile k ptičem. In res, Kazimir med letom po gozdu sliši sovo, ki ga označi za miš, ki leti. Sedaj postane še bolj zbegan, miši so ga imele za ptiča, ptiči pa za miš. Ko se je že zdanilo, je Kazimir priletel na zvonik cerkve. Na stenah je opazil narisane človeške figure. Vrabec, ki je ravno priletel mimo, mu je pojasnil, da so te figure človeški angeli. Kazimir je tako končno našel svoj odgovor, da so netopirji potemtakem mišji angeli in bil nadvse zadovoljen.

### Izdaje pravljice Netopir Kazimir
Pravljica ni bila izdana kot samostojna knjiga ali slikanica, pač pa je bila objavljena v nekaterih knjižnih zbirkah pravljic ter v reviji za otoke, kot npr.:
- Pravljice iz mačje preje, založba Borec, 1980
- Mačja preja, založba Mladika, 1992
- Smetiščni muc in druge zgodbe, založba Mladinska knjiga, 1999
- revija Ciciban, št. 5, str. 20, založba Mladinska knjiga, 1998

### Značilnosti kratke sodobne pravljice
Pravljico Netopir Kazimir zaznamujejo trije dogajalni prostori v zgodbi (votlina, skedenj,gozd, cerkev). Celotno dogajanje skozi pravljico poteka na ravni čudežev (žival s človeškimi lastnostmi, kot je govor) in je zato tudi enodimenzionalno. Torej ni čutiti prehoda glavnega junaka iz realnega v fantastičen svet. Oseba zavzema današnji čas in prostor (ne pa bilo je nekoč za devetimi gorami …). Prepoznati je mogoče tudi tipičen vzorec fantastičnih prvin home-away-home, ko se Kazimir iz mračne votline odpravi v svet iskat svojo identiteto. Naslovnik je dvojen, saj je pravljica namenjena mladim in odraslim.

## Interpretacija literarnega lika
Glavni literarni lik je personificiran netopir Kazimir. Že samo ime označi glavno osebo kot kvarilca miru in netilca upora oz. upornika. Kazimir je po naravi zelo radoveden, rad postavlja ustvarjalna, abstraktna vprašanja o življenju po smrti in narobe svetu (»Kaj bi bilo, če bi drevesa rasla s koreninami navzgor?«), predvsem pa si želi na svoja vprašanja dobiti ustrezne odgovore, četudi to pomeni, da je potrebno drezati v starega spečega netopirja. Ostali netopirji zato Kazimiru pripišejo nadležnost in tečnobo, poleg vsega pa jih množica divergentnih vprašanj postavlja na stran nevednosti. Radovednost in želja po pogovoru sta značilnosti ustvarjalnih otrok, nosilcev napredka, a ker odrasli netopirji v pravljici ne znajo zadovoljiti Kazimirovih potreb in ga ob vsaki priliki raje utišajo, sam ne zaupa v svet odraslih. Odločen odide iz votline v zunanji svet z namenom, da sam najde tisto, kar išče. Pokaže svojo vztrajnost in ni zadovoljen, dokler sam ne pride do uspeha, za katerega si tako prizadeva. Ko se mu posveti, da so netopirji mišji angeli, dobi svoj odgovor in postane srečen, čeprav je ta resnica le navidezna. Kljub vztrajnem zastavljanju vprašanj, se Kazimir po drugi strani hitro zadovolji s svojo ugotovitvijo, kar spominja na otroško naivnost in nevednost. 
Ker Kazimir ne upošteva pravil in se potepa naokoli takrat, ko drugi netopirji spijo, ga lahko označimo kot izstopajočega posameznika, saj njegovo obratno ravnanje ni v skladu z določenimi pravili in normami, ki jih upoštevajo ostali netopirji. To nasprotno ravnanje in omenjeno nezaupanje v svet odraslih lahko označimo kot elementa subverzivnosti v mladinski književnosti.

Kazimirova največja želja je najti svojo identiteto. Ta cilj ga v zgodbi pelje na različne dogajalne prostore. Ko v mračni skalni votlini (1. dogajalni prostor) ob svoji primarni družini ne doživi potrebnega razodetja, zapusti votlino ter se odpravi proti staremu skednju (2. dogajalni prostor). Mišja družina predstavlja Kazimirovo sekundarno družino in je tipična družina, v kateri veljajo sodobne tradicionalne vrednote, kot so vera, ubogljivost, pridnost … Oče je glava mišje družine, predstavlja avtoriteto in ima zadnjo besedo. V nasprotju s Kazimirovo primarno družino, ki se na večino njegovih vprašanj odzove negativno, mu je mišja družina nekoliko bolj naklonjena, vse dokler Kazimir ne pokaže svojega ega in miši označi kot kaznovane netopirje. Takrat se strpnost mišjega očeta konča, pokaže svojo odločnost, nepopustljivost in Kazimira uvrsti k ptičem. Sova netopirje imenuje kot miši s krili in je tista, ki le še dodatno stopnjuje Kazimirovo zbeganost. Ravnovesje se vzpostavi, ko Kazimir prileti do cerkve (3. dogajalni prostor) in z vrabčevo pomočjo pride do spoznanja, da spada med mišje angele. Iz kaotičnega stanja, ki ga ustvarja glavni lik s svojimi vprašanji, se na koncu pravljice vzpostavi red, saj netopir dobi svoj odgovor in tako uresniči lastni cilj.

## Primerjava z drugimi literarnimi liki
Lik netopirja Kazimira lahko primerjamo:
- z likom sovice Oke (pravljica S. Makarovič), saj je tudi ona izstopajoča posameznica in upornica, ki ne deluje v skladu z normami, ki jih upoštevajo ostale sove. Tako kot Kazimir tudi Oka odide od doma in se potepa naokoli, ko ostale sove že spijo. V obeh pravljicah najdemo tudi elemente kaznovanja.
- z  likom duhca Motimira (rimana pravljica B. Š. Žmavc), saj je tudi on, tako kot Kazimir, v Duhodolju povzročal nemir, saj se je vsak dan petkrat zgostil in postal viden. Tudi Motimir odide od doma novim dogodivščinam naproti. Zgodi se, da Motimir reši kraljico pred ropom in za nagrado dobi bronast kip, ki ga ozdravi. Spet postane neviden duh, kolektiven junak in ne izstopajoči posameznik.
- Kratko sodobno pravljico Netopir Kazimir lahko primerjamo s tudi s pravljico Grdi raček (H. C. Andersen), saj se v obeh pojavijo motivi rasizma, izobčenosti.